# Port-of-Spain
Port-of-Spain (również Port of Spain) – stolica Trynidadu i Tobago, na zachodnim wybrzeżu wyspy Trynidad, port nad zatoką Paria (Morze Karaibskie); 49 tys. mieszkańców (2000), zespół miejski ok. 128 tys. (1990 – wyliczenia nieoficjalne). Czwarte co do wielkości miasto kraju.

## Historia
Port-of-Spain zostało założone obok indiańskiej wioski rybackiej Cumucurapo.
Do roku 1797 nazywało się Puerto de España. W tym roku nad Trynidadem i Tobago wojska brytyjskie przejęły kontrolę. Od roku 1797 miasto nazywa się Port-of-Spain.

### Ludzie urodzeni w Port-of-Spain
W Port-of-Spain urodziła się piosenkarka i raperka Nicki Minaj oraz Alexander Nestor Haddaway.

## Miasta partnerskie
- Atlanta (USA)
- Georgetown (Gujana)
- St. Catharines (Kanada)
- Lagos (Nigeria)
- Morne-à-l’Eau (Gwadelupa)
- Yeosu (Korea Południowa)